# Joan Olivé i Márquez
|  | No s'ha de confondre amb Joan Oliver (desambiguació). |

Joan Olivé i Márquez   (Tarragona, 22 de novembre de 1984) és un pilot català de motociclisme de velocitat que ha competit internacionalment entre la temporada de 2001 i la de 2010. L'any 2000 va guanyar el Campionat d'Espanya de 125cc a 15 anys i 300 dies d'edat, esdevenint així el pilot més jove a aconseguir-ho.

## Trajectòria esportiva
Debutà en competicions de minimotos a 7 anys, aconseguint un campionat de Catalunya. Després passà a córrer amb escúters i en el Campionat de Catalunya d'enduro, quedant-hi subcampió. El 1998 participà en l'Open RACC de velocitat, aconseguint el títol. Al mateix any, fou subcampió a la Copa Aprilia. El 1999 participà en la Movistar Activa Cup, guanyant-la després de competir amb altres joves pilots, entre ells un tal Dani Pedrosa.
El 2000 aconseguí el seu màxim guardó fins ara, en guanyar el Campionat d'Espanya de 125cc corrent per a l'equip Movistar (equip en què hi tenia de companys Dani Pedrosa i Raúl Jara). Olivé aconseguia de passada ser pilot més jove a haver-lo guanyat mai.

### Al mundial de motociclisme
La temporada 2001 debutà al Mundial de 125cc amb Toni Elías i Dani Pedrosa com a companys d'equip, pilotant una Honda dins el Movistar Junior Team. El seu millor resultat fou un setè lloc i acabà en dinovena posició final. El 2002 seguí amb el Movistar Junior Team i aconseguí el seu primer podi al circuit d'Assen, essent dotzè en la classificació final.
El 2003 ascendí a la categoria de 250cc pilotant una Aprilia RS250 Kit, després de fitxar per l'equip "B" de Jorge Martínez "Aspar", amb Héctor Faubel com a company d'equip. Acabà dotzè al campionat. El 2004 canvià d'equip un altre cop, passant al Campetella Racing també amb una Aprilia RS250 Kit, però molt més poc competitiva que les RS250 oficials. Fou dinovè en la classificació final.
Davant la impossibilitat d'aconseguir una moto competitiva a 250cc, tornà als 125cc la temporada de 2005, dins l'equip Nocable.it amb una Aprilia RS125. Aquell any aconseguí un podi al circuit de Mugello i acabà el campionat en catorzena posició. El 2006 signà amb un nou equip, l'SSM Racing, acabant en desena posició final. De cara a 2007 l'equip SSM Racing passà a dir-se Polaris World, i Olivé hi tingué de company l'italià Mattia Pasini. Aquesta fou la seva millor temporada, ja que obtingué dos podis i acabà en vuitena posició final.
El 2008 signà amb l'equip oficial Derbi, amb la jove promesa Pol Espargaró com a company d'equip. Olivé aconseguí quatre podis al llarg de la temporada que li valgueren per acabar en setena posició final. El 2009, amb el mateix equip, fou novè. Finalment, la temporada de 2010 passà a la nova categoria Moto2, disputant-ne quinze curses però sense aconseguir puntuar-ne en cap.

## Palmarès
- Subcampió de Catalunya d'enduro.
- Campió d'Espanya de velocitat de 125cc: 2000.

### Resultats al Mundial de motociclisme
| Any   | Categoria | Moto        | Curses | Victòria | Podis | Pole | Punts | Posició |
| ----- | --------- | ----------- | ------ | -------- | ----- | ---- | ----- | ------- |
| 2001  | 125cc     | Honda       | 16     | 0        | 0     | 0    | 34    | 19è     |
| 2002  | 125cc     | Honda       | 16     | 0        | 1     | 0    | 76    | 12è     |
| 2003  | 250cc     | Aprilia     | 16     | 0        | 0     | 0    | 38    | 12è     |
| 2004  | 250cc     | Aprilia     | 16     | 0        | 0     | 0    | 27    | 19è     |
| 2005  | 125cc     | Aprilia     | 16     | 0        | 1     | 0    | 60    | 14è     |
| 2006  | 125cc     | Aprilia     | 16     | 0        | 0     | 0    | 85    | 10è     |
| 2007  | 125cc     | Aprilia     | 17     | 0        | 2     | 0    | 131   | 8è      |
| 2008  | 125cc     | Derbi       | 17     | 0        | 4     | 0    | 142   | 7è      |
| 2009  | 125cc     | Derbi       | 16     | 0        | 1     | 0    | 91    | 9è      |
| 2010  | Moto2     | Promoharris | 15     | 0        | 0     | 0    | 0     | NC      |
| 2010  | Moto2     | FTR         | 15     | 0        | 0     | 0    | 0     | NC      |
| 2011  | Moto2     | FTR         | 6      | 0        | 0     | 0    | 0     | NC      |
| 2012  | Moto3     | KTM         | 2      | 0        | 0     | 0    | 0     | NC      |
| Total |           |             | 169    | 0        | 9     | 0    | 684   |         |